# Narración enmarcada
La narración enmarcada o relato-marco es una técnica literaria que consiste en la inclusión de uno o varios relatos dentro de una narración principal. No debe confundirse con el marco narrativo, que es la situación espacio-temporal de la historia.

## Variantes
A grandes rasgos, se pueden distinguir dos usos de la narración enmarcada. En el primero, la narración principal ocupa la mayor parte y la narración enmarcada tiene una duración breve. En el segundo tipo, la narración principal funciona como un contenedor para incluir varias narraciones enmarcadas, las cuales ocupan el grueso del espacio de la obra.
En cuanto al segundo tipo, la narración suele consistir en un personaje o un grupo de personajes que se reúnen para contar y escuchar historias.  En el libro de las Mil y una noches, la reina Scheherazada relata una serie de cuentos fantásticos a su esposo, el Sultán, a lo largo de muchas noches. Muchos de estos cuentos son, a su vez, narraciones enmarcadas, por ejemplo, Simbad el marino. En los Cuentos de Canterbury, una comitiva de peregrinos organiza un concurso de historias para amenizar su viaje a Canterbury. En el Decamerón, de Bocaccio, un grupo de jóvenes aristócratas escapa de una ciudad asolada por la plaga y se refugian en una casa en el campo. Para no aburrirse, se cuentan historias.
Es habitual el uso de una narración enmarcada como la narración principal. Por ejemplo, una manera bastante usada es introducir al inicio de la historia a dos personajes, uno que cuenta al otro la historia que realmente es la importante para el espectador. Esto pasa en casos como en la película  La Princesa prometida, de Rob Reiner.

## Orígenes
Las narraciones enmarcadas más antiguas que se conocen provienen de la Antigua India, por ejemplo el Panchatantra [cita requerida]. Esta forma se habría difundido hacia el Oeste en los siglos siguientes, dando origen a la colección de narraciones enmarcadas más famosas: las Mil y una noches, el Decamerón y Los cuentos de Canterbury.  Estas obras tienen en común que se trata de colecciones de relatos más pequeños. La narración principal simplemente sirve para introducir las narraciones más pequeñas y enlazarlas entre sí. En una época donde las narraciones y tradiciones se transmitían oralmente y los libros eran recitados, el formato de la narración enmarcada ofrecía una ventaja. Los recitadores podían seleccionar los relatos que preferían, dejar afuera aquellos que no, y agregar nuevas historias. Esto ocurrió con las Mil y una noches, de la que existen diferentes versiones con distintos relatos.
El recurso de incluir una sola historia dentro de la narrativa principal también es antiguo. En la Odisea, el protagonista Odiseo se convierte, durante el curso de varios cantos, en narrador de sus propias aventuras.

## Ejemplos de narraciones enmarcadas
En la literatura
- La Odisea de Homero.
- Las Metamorfosis de Ovidio.
- Las Mil y una noches.
- El Decamerón, de Bocaccio
- Los cuentos de Canterbury, de Geoffrey Chaucer
- El Conde Lucanor, de Don Juan Manuel
- La "Novela del curioso impertinente", que ocupa tres capítulos del Quijote y es narrada por uno de sus personajes, el cura.
- Manuscrito encontrado en Zaragoza, de Jan Potocki.
- Cumbres Borrascosas, de Emily Brontë, utiliza este recurso para contar la historia de Heathcliff y Catherine.
- El corazón de las tinieblas, de Joseph Conrad
- Frankenstein, de Mary Shelley, ofrece un buen ejemplo de múltiples narraciones enmarcadas: el personaje Robert Walton comenta por carta a su hermana la historia que le contó el Dr. Víctor Frankenstein; el relato de Frankenstein contiene la historia de la criatura; y la historia de la criatura contiene brevemente la historia de su familia.
- La tienda de muñecos, de Julio Garmendia.